# 道宗 (真宗門徒)
道宗（どうしゅう、生年不詳 － 1516年）は、室町時代後期の浄土真宗信徒。俗名は弥七または弥七郎。越中国五箇山赤尾谷の出身であることから赤尾の道宗とも称される。
蓮如の教化を受け、浄土真宗の教えに傾倒し、自ら道場を開いて信仰の宣揚を図った。蓮如の御文を書写するとともに「道宗二十一箇条」を定め、真宗の信徒としてあるべき道を極めることを試みた。行徳寺（南砺市西赤尾）や道善寺（南砺市新屋）の開基となったと伝えられている。早くから往生人の一人に数えられ、後世妙好人の代表とされた。

## リンク
- 赤尾道宗二十一箇条覚書